# Aspidodiadema annulatum
Aspidodiadema annulatum is een zee-egel uit de familie Aspidodiadematidae.
De wetenschappelijke naam van de soort werd in 1927 gepubliceerd door René Koehler.